# Brigade irlandaise
Pour les articles homonymes, voir Brigade irlandaise (homonymie).
La Brigade irlandaise était une brigade d'infanterie dans l'armée française de l'Ancien Régime dont les régiments sont composés d'exilés jacobites irlandais commandés par Robert Reid. Elle a été formée par Louis XIV en mai 1690, quand cinq régiments jacobites furent envoyés d'Irlande vers la France en échange d'un corps expéditionnaire d'infanterie française engagé pour soutenir la cause du roi Jacques II. La brigade irlandaise a servi dans le cadre de l'armée française jusqu'en 1792, prenant part aux guerres menées par le royaume de France au XVIIIe siècle. Elle sera dissoute pendant la Révolution française.

## La formation de la Brigade irlandaise

### L'exil irlandais en France
Le 16 novembre 1688, Guillaume d’Orange débarque à Torbay en Angleterre pour s’opposer au roi d’Angleterre le catholique Jacques II. Le Parlement britannique lui propose, avec sa femme Mary, de prendre la couronne des trois royaumes, Angleterre, Écosse et Irlande.
Après la bataille de la Boyne, Jacques II se réfugie en France et s'installe au château de Saint-Germain-en-Laye. Il est suivi par un premier contingent de soldats irlandais qui avaient combattu à ses côtés. Après la signature du Traité de Limerick fin 1691, l’Irlande est perdue pour les jacobites et nombre d'entre eux, tant civils que militaires, prenennt également le chemin de l'exil, la tradition les désignant sous le terme de « Wild Geese » - les « Oies sauvages ».
Pour le Roi-Soleil, les troupes irlandaises constituent un apport militaire non négligeable. Pour Jacques II, elles maintiennent un espoir de restauration. Pour les soldats irlandais, le maintien des régiments sur le continent était le symbole de la poursuite de la lutte pour la cause jacobite et, d’une certaine manière, pour la cause irlandaise. Le bloc des régiments irlandais passés en France est devenu un morceau d’Irlande rapporté sur le continent.

### L’arrivée des régiments irlandais en France

#### Première vague demai 1690(avant la défaite de La Boyne)
À Archigny (86) Poitou, dans les registres paroissiaux consultables en ligne (AD86 - 1661 vue 38) on trouve :  le 15 décembre 1661 a été enterré un homme de grande qualité sergent de la compagnie irlandaise de monsieur Dilon.
Avant la bataille de la Boyne, à la suite de l'envoi de renforts en Irlande sous le commandement du duc de Lauzun, Louis XIV exige en retour que cinq régiments d’infanterie irlandais passent à son service en France ; ces régiments - ramenés à trois après réorganisation - forment une première brigade irlandaise au sein de l'armée française.
Armés et équipés à charge des familles qui les ont levés, les cinq régiments jacobites originels étaient donc - selon la tradition des régiments étrangers au service de l'Ancien Régime - nommés d'après leurs colonels-propriétaires : 
- Régiment Mountcashel ;
- Régiment Butler ;
- Régiment Feilding ;
- Régiment O'Brien ;
- Régiment Dillon.

Rassemblés à Cork, ils s'embarquent sur les vaisseaux français de Chateau-Renaud et arrivent à Brest le 1er mai 1690. Dès leur arrivée en France, ces régiments affaiblis et pour une bonne part inexpérimentés furent réorganisés : les régiments de Butler et Feilding furent dissous et leur personnel fut soit intégré dans les trois autres régiments soit renvoyé en Irlande. Les régiments irlandais de Mountcashel, d'O'Brien et du lieutenant général Arthur Dillon, fils de Théobald Dillon, constituent ainsi la « Brigade Mountcashel » sous le commandement de Justin Mac Carthy, Lord Mountcashel, qui sert la France pendant le reste de la Guerre de la Ligue d'Augsbourg (1689-1697). À la suite de cette restructuration elle est donc composée des
- Régiment Mountcashel sous le commandement du colonel Mountcashel[note 1].
- Régiment d'O'Brien sous le commandement du colonel Charles O'Brien
- Régiment de Dillon sous le commandement du colonel Arthur Dillon.

La brigade compte 5 371 hommes à l’origine, 6 039 en 1698. Chaque régiment se compose de deux bataillons de quinze compagnies de cent hommes dont la compagnie propre du colonel.

#### Deuxième vague du3 décembre 1691(après la capitulation de Limerick)
Aux termes du Traité de Limerick (13 octobre 1691), les vaincus ont la faculté de se retirer en France avec armes et bagages. La plupart le font sur une flotte de 50 vaisseaux rassemblée par leur vainqueur, le général anglais Ginckle. Ils arrivent à Brest le 3 décembre 1691.
Ces troupes sont réparties entre :
- un régiment de cavalerie, commandé par Tyrconnel, que Jacques II garde auprès de lui à Saint-Germain-en-Laye, comme garde d'honneur, et qui prend à cette occasion le nom de "Royal Regiment of Horse", et devint en 1701, le Sheldon cavalerie, puis le Nugent, et enfin le Fitz James ;
- cinq régiments d'infanterie :
  - le régiment d'Athlone, qui passe au service de l'Espagne en 1700,
  - le régiment de Bourke, qui passe également au service de l'Espagne en 1700,
  - le régiment de Berwick,
  - le régiment de Dorrington, qui devient le régiment des Gardes, puis le régiment de Rothe,
  - le régiment d'Albermarle, qui devient le régiment d'O'Donnel.

Les régiments de la brigade Mountcashel ont donc été rejoints après la défaite et le traité de Limerick par d'autres soldats partisans de Jacques II, qui se battaient encore sous le commandement de Patrick Sarsfield. La guerre sur le continent semblait offrir aux Irlandais le moyen le plus direct de lutter contre les ennemis de leur roi et de contribuer à sa restauration et il y eut beaucoup de volontaires pour l'exil.
Après la paix de Ryswick, en septembre 1697, les vingt-cinq bataillons irlandais durent réduire le nombre de leurs compagnies de seize à quatorze et licencier la moitié des effectifs. Une refonte générale eut lieu en février 1698. Seuls les trois régiments de la brigade Mountcashel (Lee, Clare et Dillon) ainsi que le régiment de marine, désormais régiment d’Albemarle, subsistèrent après cette réforme. Les régiments de Limerick et Dublin furent supprimés, les autres intégrés dans cinq nouveaux régiments : Sheldon, Dorrington, Galmoy, Lutrell (puis Bourke) et Berwick.

## La Brigade irlandaise auXVIIIesiècle

### Le recrutement après 1697
Depuis l’Irlande, l’exil des Oies sauvages a été brutal et limité dans le temps, sous la forme de vagues massives en 1690, et à la fin de 1691 et au début de 1692. Le nombre total des exilés a été estimé à 19 000 hommes. Il y eut ensuite une émigration permanente en irlande estimée à environ 1 000 individus par an.
Après 1697, le recrutement direct se fait auprès des Irlandais installés en France et des Irlandais nés en France, la deuxième génération des Wild Geese, mais ils ne sont pas nombreux.

### La mesure de naturalisation de 1715
Les régiments irlandais se révélèrent le meilleur processus d’assimilation en France en offrant aux exilés les conditions de réussite sociale.
La coupure avec l'engagement jacobite de la deuxième génération se marque symboliquement par l’octroi le 30 novembre 1715 de la naturalisation, assimilable à une adoption, à tous les soldats étrangers depuis plus de dix ans en France, donc à tous ceux qui avaient appartenu au vol des "Wild Geese" ou "Oies sauvages".
Progressivement, au cours du XVIIIe siècle, l’engagement jacobite des Irlandais devient plus symbolique, avec l’exaltation de sentiments idéalisés dans le cadre des traditions familiales, mais les grandes familles nobles irlandaises sont déjà parfaitement intégrées à la société française et ils ont même leurs émigrés tel Arthur Richard Dillon ou leurs martyrs de la révolution française comme Arthur Dillon.

### Les campagnes de la Brigade
Dans les contributions les plus importantes de la brigade irlandaise, il y a une participation décisive à la bataille de Fontenoy le 11 mai 1745, avec un gros sacrifice, ce qui leur valut une grande estime et des récompenses de la part du roi Louis XV de France et du commandant militaire Maurice de Saxe.

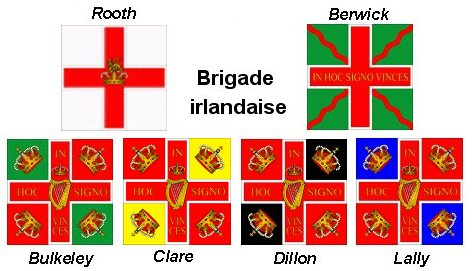
Les drapeaux de la brigade irlandaise'

Les six régiments irlandais participèrent à la bataille de Fontenoy :
- Régiment de Rooth
- Régiment de Berwick
- Régiment de Bulkeley
- Régiment de Clare
- Régiment de Dillon
- Régiment de Lally

### La réussite de Dillon
Arthur Dillon, qui commandait le régiment de son nom, fut l’un des officiers irlandais jacobites passés en France le plus renommé.
Après la défaite de Limerick, il subit la confiscation de ses terres dans les comtés du Mayo, Roscommon et Westmeath. Il est promu brigadier après la victoire de Crémone de 1702, devient lieutenant général en 1706 et se distingue aux côtés du duc de Berwick lors de la campagne de 1714. Lorsqu’il se retire du service actif en 1730, il transmet son régiment à son fils aîné, établissant ainsi de manière définitive les Dillon comme une des grandes familles d’officiers en France.
Son plus jeune fils, Arthur devint abbé de Saint-Étienne de Caen puis archevêque d’Évreux, archevêque de Toulouse et archevêque de Narbonne.

### Le déclin
L’arrivée des "Oies sauvages" en France fut une nouveauté par ses motifs politiques et religieux et surtout par son ampleur. Cependant, le mouvement s’inscrivait dans une tradition plus ancienne et solidement ancrée entre la France et l’Irlande. Un nombre important des officiers avaient déjà servi dans les armées françaises. L'enrôlement d’irlandais dans les troupes françaises pour des raisons économiques était attesté depuis le début du XVIIe siècle.
De véritables dynasties de soldats se constituèrent parmi les grandes familles aristocratiques dont étaient issus les colonels propriétaires des régiments, à l’exemple des Bourke, Dillon, Rooth. Cependant le nombre des régiments irlandais diminua progressivement au cours du XVIIIe siècle jusqu’à la réforme de 1763, où ils furent réduits à une brigade de 4 000 hommes.
Après plusieurs réformes, en 1775, il restait 3 régiments dans la Brigade irlandaise, avec la création du régiment Walsh successeur des régiments Rooth et Roscommon, l'absorption du régiment de Clare par le régiment de Berwick et celle des régiments Lally et Bulkeley par le régiment Dillon.
- Régiment de Walsh
- Régiment de Berwick
- Régiment de Dillon

## Le rôle symbolique de la Brigade
Les régiments irlandais permettent aux exilés de maintenir un fort sentiment identitaire et de protéger leur particularisme. Rapidement, une légende nationale s’érigea autour de quelques hauts faits des Irlandais sur le continent et de la figure de Patrick Sarsfield. Sa mort précoce sur le champ de bataille de Neerwinden priva la communauté irlandaise d’une figure prestigieuse auprès de la cour de Saint-Germain-en-Laye, mais elle lui assura définitivement le statut de héros national.
Le particularisme irlandais se nourrissait d'une animosité farouche envers les membres en exil des deux autres nations britanniques Angleterre et Écosse. Les soldats irlandais refusaient tous les officiers britanniques autres que leurs compatriotes irlandais.
Les victoires des régiments irlandais ont été l’occasion d’exalter leur fierté nationale.
De nombreux poèmes et chansons jacobites saluèrent la « surprise de Crémone » le 1er février 1702. Les deux bataillons du régiment Dillon, sous le commandement du major Daniel O'Mahony, résistèrent, au prix de lourdes pertes (223 tués sur 600 hommes), à une attaque du prince Eugène contre la ville que tenait Villeroy avec des troupes françaises et irlandaises et le contraignirent à se retirer.
Les drapeaux des régiments irlandais comportaient une croix rouge de saint Georges avec un liséré blanc pour rappeler à la fois le service de Jacques François Stuart héritier du roi Jacques II exilé en France et prétendant au trône d'Angleterre, et le service du roi de France Louis XV.

## Héritage actuel dans l’armée Française
Aujourd’hui, le 92e régiment d’infanterie de Clermont-Ferrand est porteur de l’héritage et des traditions du régiment de Walsh. 
De par une double origine, il est surnommé « régiment d’Auvergne » ou « Royal Irlandais », et un drapeau du régiment de Walsh orne toujours sa salle d’honneur. Les « Gaulois » du régiment portent ce même drapeau sur leur épaule et sur leur calot traditionnel.